# Aire d'attraction de Lessay
L'aire d'attraction de Lessay est un zonage d'étude défini par l'Insee pour caractériser l’influence de la commune de Lessay sur les communes environnantes.

## Définition
L'aire d'attraction d'une ville est composée d’un pôle, défini à partir de critères de population et d’emploi ainsi que d’une couronne constituée des communes dont au moins 15 % des actifs travaillent dans le pôle. Le pôle d’attraction constitue ainsi un point de convergence des déplacements domicile-travail,.

## Type et composition
L’aire d'attraction de Lessay est une aire intra-départementale qui comporte 4 communes dans la Manche. 
Elle est catégorisée dans les aires de moins de 50 000 habitants, une catégorie qui regroupe 12,2 % au niveau national.

### Carte

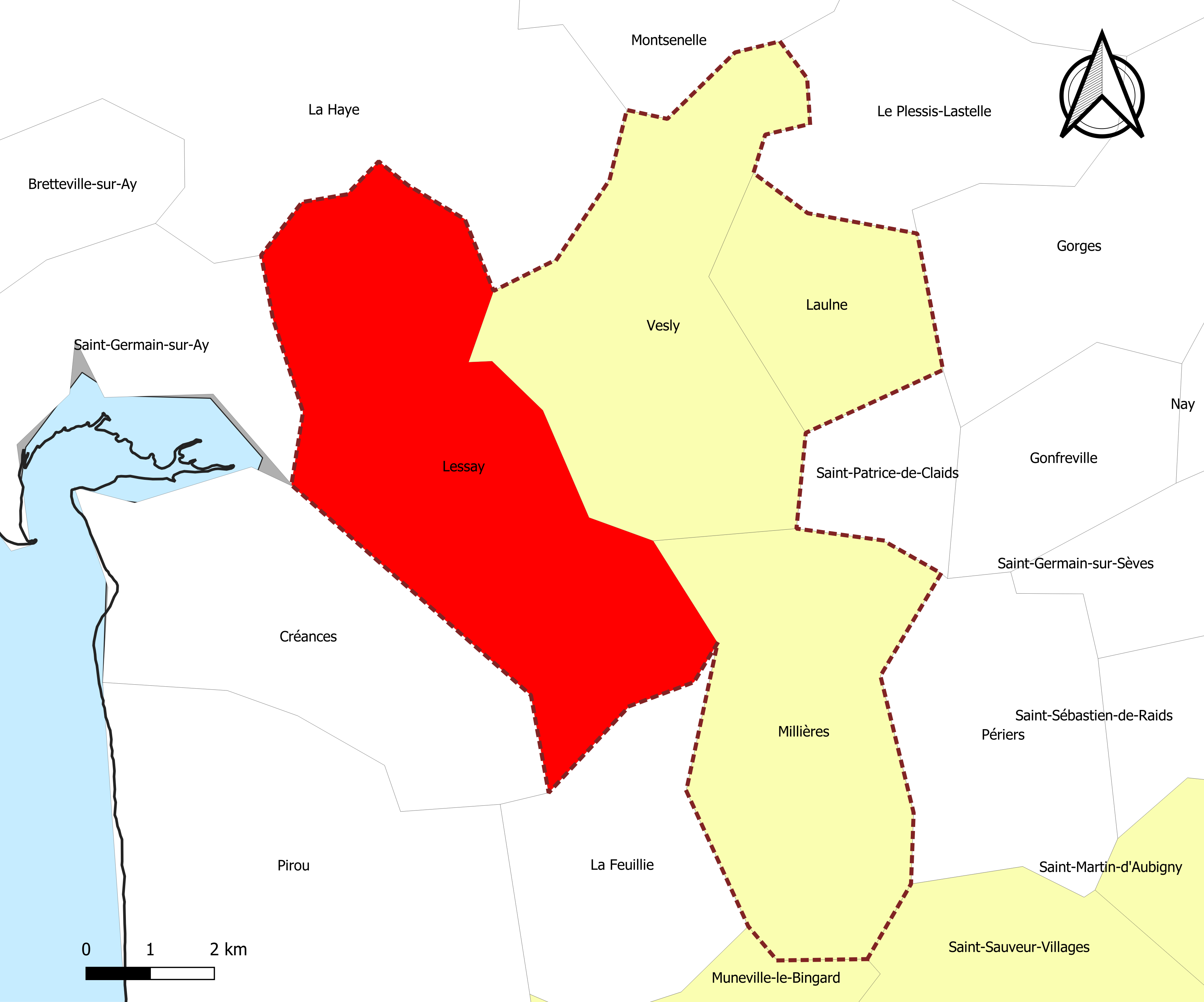
Carte de l'aire d'attraction de Lessay.
Commune-centre
Commune de la couronne

### Composition communale
| Nom                     | Code Insee | Département | Statut                 | Superficie (km2) | Population (dernière pop. légale) | Densité (hab./km2) | Modifier                                    |
| ----------------------- | ---------- | ----------- | ---------------------- | ---------------- | --------------------------------- | ------------------ | ------------------------------------------- |
| Lessay (commune-centre) | 50267      | Manche      | commune-centre         | 28,95            | 2 255 (2022)                      | 78                 | modifier les données · modifier les données |
| Laulne                  | 50265      | Manche      | commune de la couronne | 9,06             | 185 (2022)                        | 20                 | modifier les données · modifier les données |
| Millières               | 50328      | Manche      | commune de la couronne | 20,27            | 760 (2022)                        | 37                 | modifier les données · modifier les données |
| Vesly                   | 50629      | Manche      | commune de la couronne | 22,48            | 732 (2022)                        | 33                 | modifier les données · modifier les données |